# Donald E. Westlake

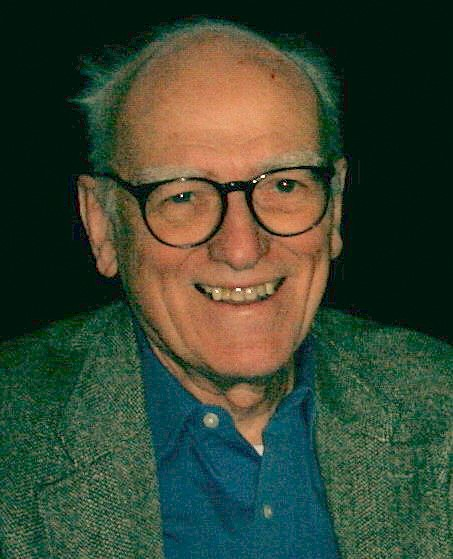
Donald Westlake 2006.

Donald E. Westlake, född 12 juli 1933 i Brooklyn i New York, död 31 december 2008 i San Francisco (även känt som San Pancho) i Nayarit, Mexiko, var en amerikansk deckarförfattare som under sitt eget namn framförallt var känd inom subgenren den komiska deckaren, ofta med den brottsliga antihjälten John Dortmunder i centrum. Han skrev dock även ett stort antal mycket hårdkokta deckare utan komiska inslag, främst under pseudonymen Richard Stark.
Westlake skrev ett hundratal böcker, av vilka ett 30-tal är filmatiserade, och handlingen i böckerna är så gott som alltid förlagd till New York. Westlake avled i en hjärtattack under en semester i Mexiko.

## Richard Stark och Parkerböckerna
Under pseudonymen Richard Stark skrev Westlake huvudsakligen böcker (ett tjugotal) om Dortmunders motsats, den mycket framgångsrike bankrånaren och psykopaten Parker. Många av Parker-böckerna har filmatiserats och Parker har (dock ofta med andra namn, till exempel McClain, Walker och Macklin) på film bland annat gestaltats av Lee Marvin i Hämnaren från Alcatraz ("Point blank", 1967), Robert Duvall i Hämnarna ("The Outfit", 1973) och Jason Statham i Parker ("Parker", 2013). 

## Andra pseudonymer
Många av Westlakes böcker skrevs under pseudonymerna: John B. Allen, Curt Clark, Tucker Coe, Timothy J. Culver, Morgan J. Cunningham, Samuel Holt, Sheldon Lord (med Lawrence Block), Allan Marshall och Edwin West. En anledning till det stora antalet pseudonymer var att förläggaren var skeptisk till att ge ut mer än en bok av en författare samma år. Då Westlake var så produktiv och kunde färdigställa upp till fyra böcker under ett år gavs de ut under olika namn. 

## John Dortmunder
Flera av hans böcker utgivna under eget namn handlar om den missmodige antihjälten John Dortmunder, vilken lägger upp fantastiska planer till olika brott, dock brukar det alltid gå fel någonstans. Anti-Parkerfiguren John Dortmunder har egentligen sitt ursprung i ett påbörjat Parker-manuskript som "spårade ur" för Westlake och i stället blev en komisk deckare (Den heta stenen), vilket gjorde att Westlake bytte namn på huvudpersonen i arbetets slutskede. Formatet för en historia med Dortmunder innehåller ofta vissa givna moment. Normalt lever Dortmunder av småbrott som inbrott eller bedrägerier men får på något sätt upp ögonen för en möjlighet till en större kupp. Brottet som ska genomföras innehåller ett stort antal komplicerade moment vilket gör att ett antal medhjälpare behöver kallas in. Planeringen görs på syltan O.J. Bar and Grill på Amsterdam Avenue på Upper West Side på Manhattan. Kuppen genomförs, ofta med framgång, men efter ett par oväntade vändningar brukar Dortmunder och hans medhjälpare stå med ungefär lika tomma fickor som tidigare.

### Dortmunders kumpaner
- Andy Kelp, oerhört optimistisk och pratglad hantlangare, kommer ofta på idén till en kupp. Driver ofta Dortmunder till vansinne.
- Stan Murch, chaufför, kan inte prata om annat än hur man lättast tar sig med bil mellan olika platser i New York.
- Tiny Bulcher, trots sitt smeknamn, Tiny, en storväxt biff med hotfullt utseende, oanade kroppskrafter och misstänksamt humör. När något skall bäras är det han som gör jobbet.
- May, sambon och flickvännen, ibland lojal medbrottsling. Arbetar som kassörska på ett snabbköp och bidrar på det viset till hushållet. Kedjerökare som alltid är av med tändstickorna.
- Morsan, Stan Murchs mamma som förutom att köra taxi civilt deltar som medbrottsling när det behövs.